# Mulligan (TV-serie)
Mulligan är en animerad amerikansk komediserie vars första säsong hade premiär den 12 maj 2023 på Netflix. Första säsongen bestod av 10 avsnitt. Seriens andra säsong hade premiär den 24 maj 2024. Serien är skapad av Robert Carlock och Sam Means som även medverkat i skrivandet av manus.

## Handling
Efter att planeten har förstörts av utomjordingar försöker några överlevare återuppbygga USA och skapa ett bättre samhälle.

## Rollista (i urval)
- Nat Faxon – Matty Mulligan
- Chrissy Teigen – Lucy Suwan
- Tina Fey – Dr. Farrah Braun
- Sam Richardson – Simon Prioleau
- Dana Carvey – senator Cartwright LaMarr
- Phil LaMarr – Axatrax
- Daniel Radcliffe – Jeremy Fitzhogg
- Kevin Michael Richardson – TOD-209
- Ayo Edebiri – Jayson Moody
- Ronny Chieng – Johnny Zhao